# Komedianci z wczorajszej ulicy
Komedianci z wczorajszej ulicy – polski film obyczajowy z 1986 roku w reżyserii Janusza Kidawy. Zdjęcia kręcono w Katowicach, Chorzowie i Siemianowicach Śląskich

## Fabuła
Dwóch milicjantów, Karlik i Lucek, patroluje wieczorem opustoszałe ulice Katowic. W jednym z salonów radiowo-telewizyjnych znajdują dwóch włamywaczy, zapatrzonych w film. Karlik i Lucek zaczynają z nimi oglądać film i są nim tak zainteresowani, że włamywacze uciekają. Za niedopełnienie obowiązków Karlik i Lucek zostają wyrzuceni z pracy. Karlik proponuje Luckowi, żeby spróbowali zarabiać śpiewaniem. Wyruszają, aby znaleźć ludzi do zespołu, który będzie się nazywać „Nasza kara”. Przyjeżdżają do Jana Skrzeka i poznają jego narzeczoną, Adelę. Zostają zaproszeni na ślub, do którego nie dochodzi, ponieważ Jan, pochłonięty śpiewaniem, zostawia Adelę na ulicy.
Karlik proponuje występy w zespole.

## Obsada
- Joanna Bartel – Adela
- Danuta Owczarek – Krysta
- Andrzej Chłapek – Zeflik
- Jan Skrzek – „Kyks”
- Henryk Stanek – Karlik
- Jerzy Cnota – Biernat
- Czesław Magnowski – Cebula
- Tadeusz Drozda – mgr Stanisław Bogacki
- Małgorzata Pawłowska – Julinka
- Janusz Kłosiński – wartownik
- Bernard Krawczyk – profesor etnografii
- Ignacy Gogolewski – Graciani, reżyser
- Wiesław Wójcik – Franek Zalewaja
- Marta Straszna – Gracyno
- Andrzej Skupiński – Lucek
- Krzysztof Bochenek – Basztard
- Zdzisław Rychter – milicjant